# E-Pocalypse!
E-Pocalypse! é o primeiro EP lançado pela banda pop punk Galêsa Kids in Glass Houses. O EP foi lançado de forma independente pela banda a partir de 09 Outubro de 2006 e foi vendido através de sua loja online de mercadorias e em shows. O EP está agora fora de catálogo, tendo vendido os seus últimos poucos exemplares durante o Verão de 2007.
Aled Phillips afirmou que liricamente o EP é bastante próximo a motivos familiares. Em uma entrevista sobre o EP, ele afirmou que principalmente os conceitos abordados envolvem sexo, drogas, traição, amizade e de como é a vida na cidade pequena.[carece de fontes?] Também está especificado que o single "Me Me Me". É sobre crescer com uma escolaridade baixa que é um pouco demais em suas formas, e do medo indizível de progresso e tomando as coisas que são consideradas um pouco estranho.[carece de fontes?]

## Lista de faixas
Todas as faixas escritas por Aled Phillips, Rees Aled, Joel Fisher, Shay e Andrew Philip Jenkins, exceto aonde é indicado. Todas as letras por Aled Phillips.
1. "Telenovela" - 2:50 (Aled Phillips/Earl Phillips/Philip Jenkins)
2. "Me Me Me" - 3:19
3. "Easy Tiger" - 3:31 (Aled Phillips/Earl Phillips)
4. "Raise Hell" - 3:50 (Aled Phillips/Earl Phillips)
5. "Historia" - 2:54

## Lista de faixas promocional
Pouco antes de seu lançamento, uma promoção do álbum foi criada, que agora é extremamente raro. A lista da trilha é a seguinte:
1. "Me Me Me" - 3:30
2. "Easy Tiger" - 3:36
3. "Historia" - 2:56
4. "Raise Hell" - 3:51

A lista não inclui "Telenovela", que foi adicionado ao corte final mais tarde na produção. A impressão no CD contém dois erros. O primeiro erro é o tempo das faixas, que foi apresentado de forma diferente do que elas realmente são. O segundo erro é que "Historia" é mostrado como a quarta faixa, e "Raise Hell" é mostrado na faixa três, tornando-o assim, totalmente inverso.

## Arte da capa
A arte da capa do álbum, assim como o encarte do álbum, foi desenhado pelo vocalista Aled Phillips. A arte também apresenta a marca flamingo que a banda desenhou em alguns lugares. A obra de arte contém também um tema recorrente dos tigres, muito parecido com o mostrado na capa.

## Créditos
- Aled Phillips: vocais
- Aled Rees & Joel Fisher: guitarra
- Andrew Shay: baixo elétrico
- Philip Jenkins: bateria
- Romesh Dodangoda: teclado (somente em "Raise Hell" e "Easy Tiger")
- Romesh Dodangoda: abanador e tamborim (somente em "Me Me Me", "Easy Tiger", "Raise Hell" e "Historia")